# Kantongerecht Dokkum

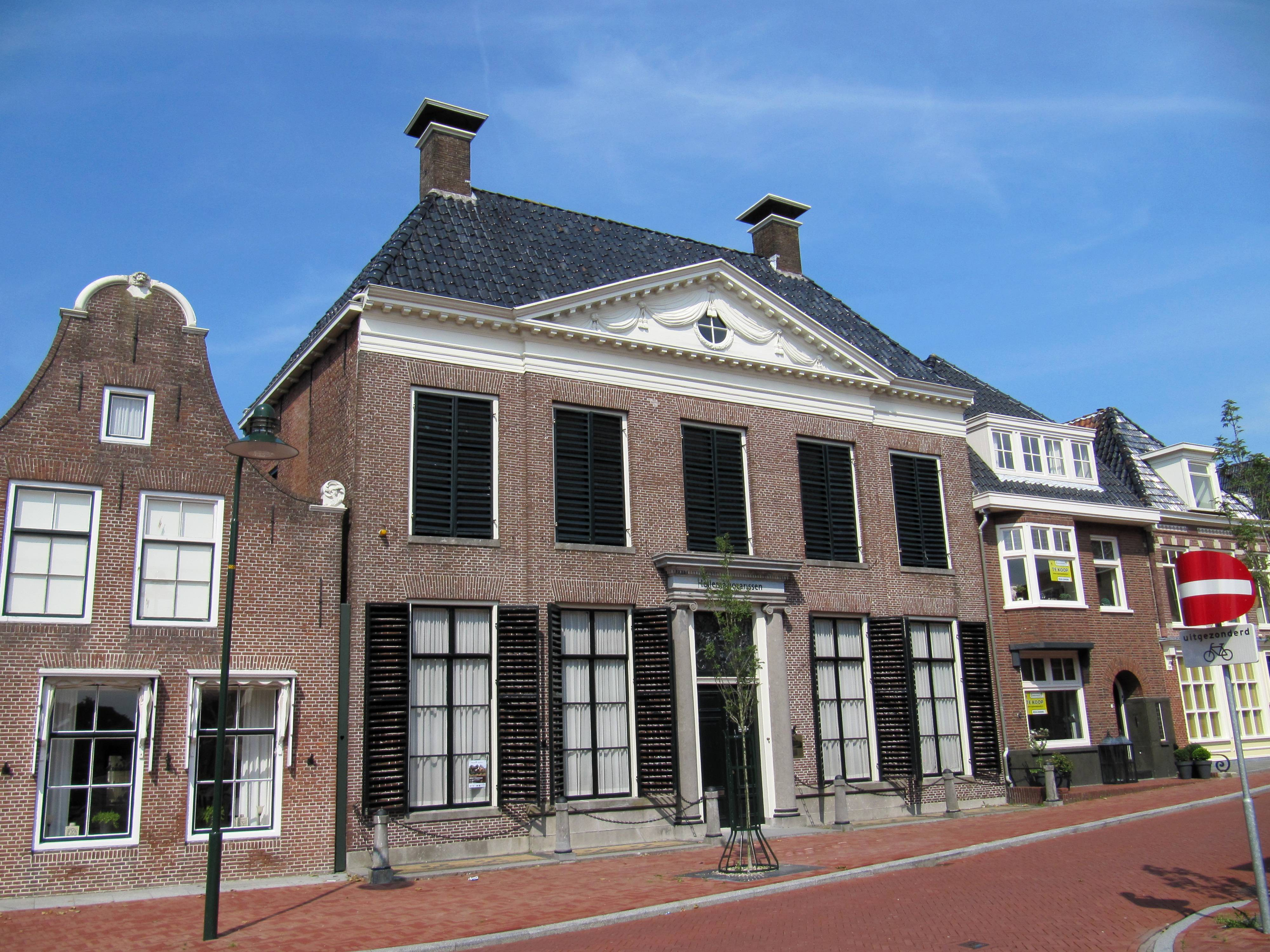
Het voormalige kantongerecht aan de Hogepol

Het kantongerecht Dokkum was van 1838 tot 1934 een van de kantongerechten in Nederland. Bij de instelling in 1838 was Dokkum het vierde kanton van het arrondissement Leeuwarden. Het gerecht was gevestigd in een monumentaal pand uit de 18e eeuw aan de Hogepol.

## Het kanton
Tijdens de Franse tijd werd Nederland ingedeeld in kantons. Deze kantons waren zowel een bestuurlijke eenheid als een rechtsgebied. Ieder kanton was de zetel van de vrederechter. In 1838 werd de vrederechter opgevolgd door de kantonrechter. Daarbij werd het aantal kantons bijna gehalveerd. Het nieuwe kanton Dokkum was een samensmelting van het oude Dokkum uit 1811 met het grootste deel van het kanton Buitenpost, dat werd opgeheven. 
Het kanton Dokkum bestond in 1838 uit de gemeenten Dokkum, Oost-Dongeradeel, Kollumerland c.a. en Dantumadeel. 